# Mini Maus
Mini Maus (eng. Minnie Mouse), lik koji se pojavljuje u animiranim (crtanim) filmovima i stripovima Walt Disney Companyja. U stripu pod nazivom The Gleam (strip je objavljivan od 19. siječnja do 2. svibnja 1942.), čiji su autori bili Merrill De Maris i Floyd Gottfredson, navedeno je kako je njezino puno ime Minerva Mouse. Ime "Minerva" je od tada za nju ponavljajući pseudonim.
Njezin dečko i ljubav njezina života je Miki Maus.
U njezinim mnogim pojavljivanjima Minnie se često prikazuje kao bliska prijateljica Vlatke Patke, djevojke i ljubavi života Paška Patka, te Klarabele Krave.